# Paul Esprit Marie de La Bourdonnaye
 (juin 2014).
Si vous disposez d'ouvrages ou d'articles de référence ou si vous connaissez des sites web de qualité traitant du thème abordé ici, merci de compléter l'article en donnant les références utiles à sa vérifiabilité et en les liant à la section « Notes et références ».
Pour les articles homonymes, voir Blossac.
Pour les autres membres de la famille, voir famille de La Bourdonnaye.
Paul Esprit Marie de la Bourdonnaye, marquis de la Bourdonnaye et comte de Blossac né le 29 août 1716 à Rennes et mort le 26 fructidor an VIII (13 septembre 1800) à Goven.

## Biographie
Paul Esprit Marie de La Bourdonnaye est le fils de Louis Gabriel de La Bourdonnaye et de Françoise Charlotte Ferret du Tymeur (1692-1758). Il épouse le 3 mai 1740 à Saint-Sulpice de Paris Madeleine Louise Charlotte Le Peletier de La Houssaye (1723-1764). De leur union naissent huit enfants dont Esprit Charles Clair de La Bourdonnaye et Charles Esprit Marie de La Bourdonnaye.

### Carrière d'Ancien Régime
Conseiller au Parlement de Paris en 1737, maître des requêtes en 1742, il est intendant de la généralité de Poitiers de 1750 à 1784.
Voici le portrait qu'en fait l'auteur d'un article publié dans une revue de Poitiers en 1841 : « Il était de petite taille, d'une affabilité remarquable, ses manières respiraient la simplicité. Il n'était, dit-on, grand seigneur qu'à table : alors, il se montrait magnifique. Quelques-uns l'ont accusé d'aimer un peu trop ses loisirs, mais d'autres ont prétendu que ce reproche n'était pas fondé. Nous préférons cette dernière opinion. ».
Pour donner de l'ouvrage aux ouvriers pauvres, pendant une année de disette, il entreprend la promenade de Blossac, à l'entrée de laquelle subsiste encore une grille surmontée de ses armes, et où une statue lui a été érigée en 1924. Il dote les villes de la région de promenades qui portent toujours son nom (Châtellerault, Fontenay-le-Comte, Saint-Maixent, Lusignan, Melle). 
Il encourage l'agriculture (culture du mûrier, élevage des vers à soie), les arts (école de dessin créée par Boucher à Poitiers), l'industrie (manufacture de coton), et en février 1768 prend d'énergiques mesures destinées à aider les éleveurs de baudets à remonter leurs haras, dont les animaux reproducteurs avaient été décimés par une épidémie (décision imprimée par Jean Faulcon - arch.pers.).
Il est nommé  intendant de la généralité de Soissons en 1784, son fils cadet, Charles Esprit Marie de La Bourdonnaye, étant intendant adjoint.

### Révolution française
Il offre sa démission en 1789 ; les députés du Soissonnais le supplient de ne point accepter. 
Il émigre à Bruxelles en 1790, après le pillage de son château de Blossac. Il revient en France en 1792, réside à Paris, puis à Rouen. 
Arrêté le 3 thermidor an II, il est conduit à la Conciergerie le 6, puis, le 13, à la maison d'arrêt du Plessis. Sauvé par la réaction de Thermidor, il est libéré le 19 vendémiaire an III, retourne vivre à Rouen chez son parent Le Bret, et ne peut rentrer à Blossac qu'à la levée du séquestre sur ses biens, en 1797.
Il achève sa vie dans cette demeure qu'il avait profondément remaniée entre 1760 et 1770.

## Héritage

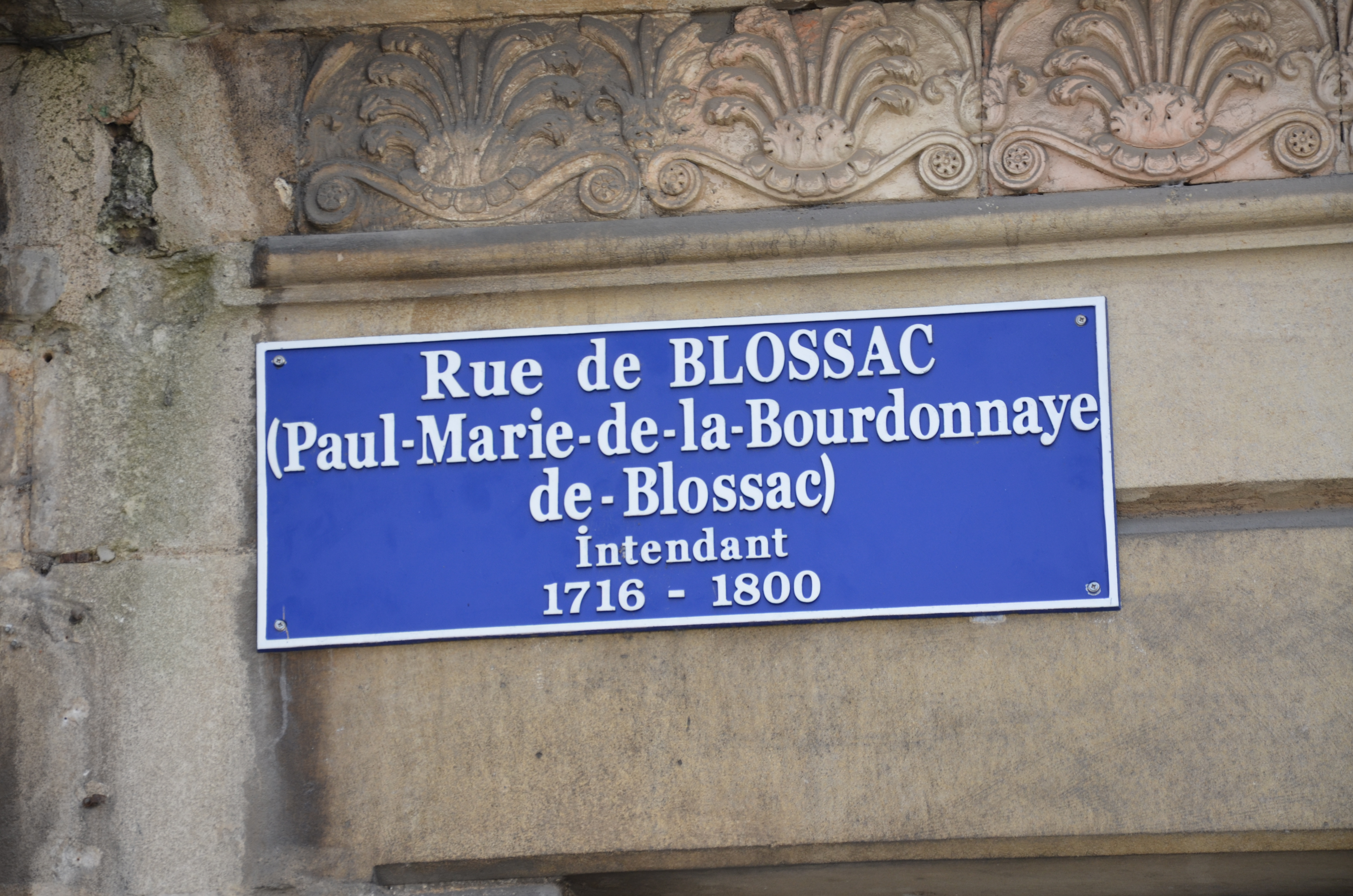
Plaque de la rue de Blossac à Poitiers

Le parc de Blossac est un des plus beaux parcs de Poitiers et des alentours. Terminé en 1770, il est bordé au sud et à l’est par les remparts de la ville. Jardin à la française, il est traversé par des allées parfaitement rectilignes et planté essentiellement de tilleuls de Hollande. En 1905, un « jardin anglais » fut créé à l’angle nord-ouest du parc. Le parc de Blossac abrite un petit jardin zoologique avec des cervidés, des coatis et une belle collection d’oiseaux.